# Трибы (урочище)
Трибы — урочище в Полтавском районе Полтавской области в Украине, расположенное между сёлами Копылы и Макуховка. Места захоронения жертв массовых репрессий, которые происходили в 1930-е годы.

## Массовые расстрелы на Полтавщине
В 1937 году на Полтавщине ликвидировали почти всю верхушку партийного и профсоюзного аппаратов. В целом в течение 1937—1938 годов на Полтавщине было репрессировано более 10 тысяч граждан. По другим данным, начиная с 1929 года на Полтавщине было репрессировано более 400 тысяч жителей. Жертвами НКВД были состоятельные полтавчане, военнослужащие, священники и представители интеллигенции, которых безосновательно обвинили в шпионаже, связях с зарубежными разведками и тому подобное.
В 1937—1938 годах на тюремные камеры были превращены подвалы бывшего полтавского Крестьянского банка, где тогда размещалось областное управление НКВД в Полтавской области (ныне — дом Управления СБУ Полтавской области). В тех подвалах выполняли и приговоры о расстреле. Сначала тела погибших тайно хоронили в безымянных могилах на старом городском кладбище, но когда счёт расстрелянным пошёл уже на тысячи, захоронения стали массово совершать за городом — в разработанном песчаном карьере в урочище близ хутора Трибы, расположенном около 1 км на юг от села Макуховка Полтавского района (49°34′47″ с. ш. 34°37′54″ в. д.). Трупы расстрелянных закапывались партиями по несколько десятков в вырытые траншеи без обозначения захоронения. Точное количество похороненных под жмыхом неизвестно. В 1970-х — 1980-х годах захоронения подверглись массовому разграблению мародерами.

## Перезахоронение
14 апреля 1990 года согласно распоряжению исполкома областного Совета народных депутатов, с разрешения санитарно-эпидемиологической станции, и учитывая общественное мнение, было проведено перезахоронение останков жертв репрессий из выработанного песчаного карьера в урочище Трибы (автотрасса Е40 М03 Киев—Полтава—Харьков, 1,15 км в направлении Харькова от села Копылы). По оценочным данным в Трибам перезахоронено около 200 убитых.
В 1995 году на месте перезахоронения репрессированных установлен памятный знак (автор эскизного проекта В. Шевченко): на невысоком песчаном холме в лесу рядом с дорогой — несколько разного размера крестов, украшенных серыми и чёрными гранитными плитами, в центральный вмонтирована стилизованная красная звезда. Памятный знак жертвам репрессий в урочище Трибы — единственный на Полтавщине. С 2000 года в урочище Трибы проводятся областные траурные митинги и возложение цветов к памятному в день День памяти жертв голодомора и политических репрессий, а с 2007 года в День памяти жертв политических репрессий (третье воскресенье мая).